# Friedrich Bayer
Friedrich Bayer (Wuppertal, 6 de junio de 1825-Wurzburgo, 6 de mayo de 1880) fue empresario y fundador de Bayer AG, la compañía químico farmacéutica alemana fundada en 1863 con sede en Leverkusen, Renania del Norte-Westfalia, Alemania. Su hijo Karl Josef Bayer también fue químico e inventó el proceso Bayer de extraer la alúmina a partir de bauxita, esencial para el día de hoy a la producción económica de aluminio.